# Shuichi Abe

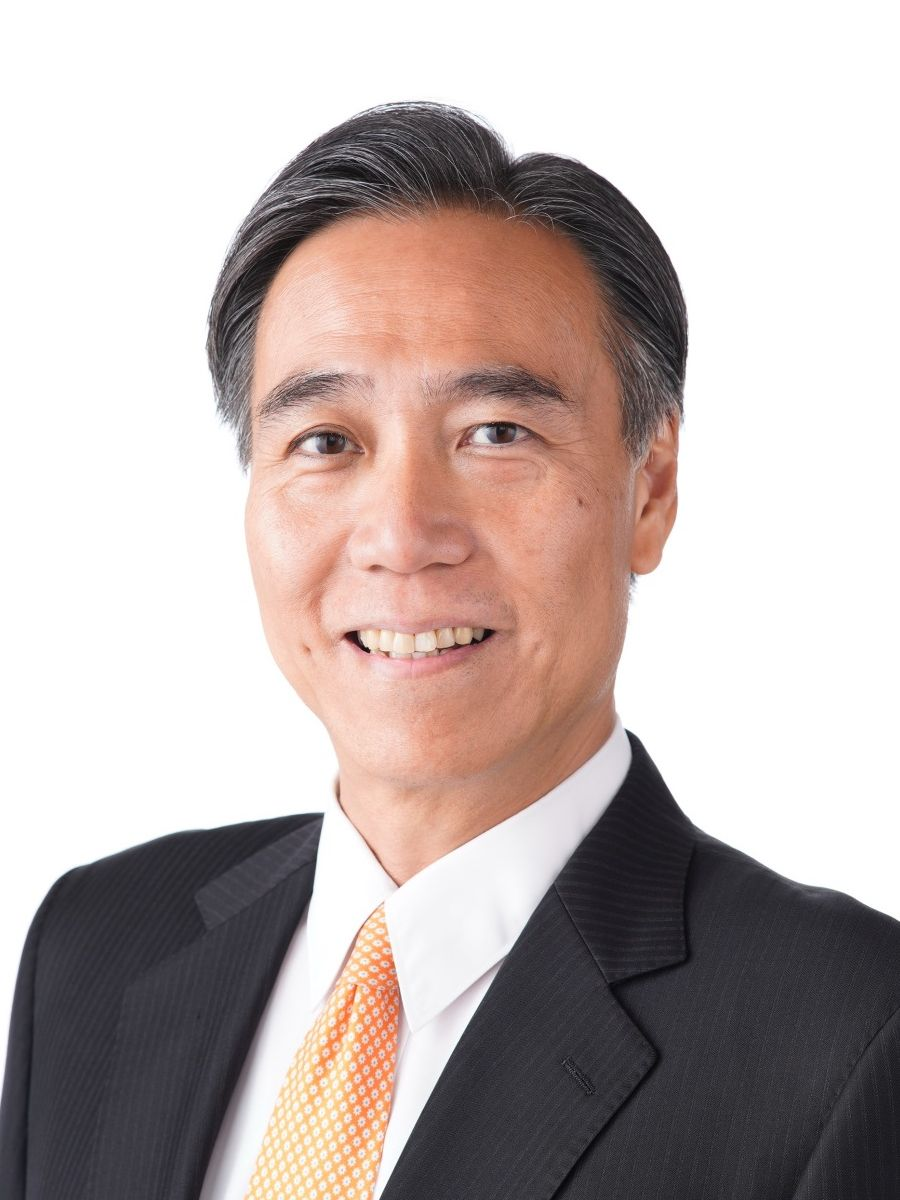
Shuichi Abe (2011)

Shuichi Abe (jap. 阿部 守一 Abe Shuichi; * 21. Dezember 1960 in Kunitachi, Präfektur Tokio) ist ein japanischer Politiker und seit 2010 Gouverneur der Präfektur Nagano.

## Werdegang
Abe ist Absolvent der Universität Tokio und wurde nach seinem Studium Beamter im „Ministerium für Selbstverwaltung“, für das er in mehreren Präfekturverwaltungen und bei der Behörde für Staatsland tätig war. Von 2001 bis 2004 war er unter Yasuo Tanaka Vizegouverneur von Nagano. 2007 verließ Abe das Ministerium endgültig und war unter Hiroshi Nakada Vizebürgermeister der Stadt Yokohama. Nach dem Regierungswechsel in Tokio 2009 arbeitete er für die neu geschaffene „Konferenz zur Erneuerung der Verwaltung“.
2010 kandidierte Abe um die Nachfolge von Jin Murai als Gouverneur von Nagano. Mit Unterstützung von Demokratischer Partei, Sozialdemokratischer Partei und Neuer Volkspartei konnte er die Wahlen am 8. August 2010 knapp mit rund 5.000 Stimmen Vorsprung vor dem LDP-gestützten Yoshimasa Koshihara, bis Juli Vizegouverneur unter Murai, für sich entscheiden. Während des Wahlkampfes hatte Abe angekündigt, die Anhörungen zur Haushaltsüberprüfung der „Konferenz zur Erneuerung der Verwaltung“ auch auf Präfekturebene einführen zu wollen. Abe trat das Gouverneursamt am 1. September 2010 an.
2014, 2018 und 2022 wurde Abe jeweils mit über 80 % der Stimmen meist gegen nur einen, kommunistischen Gegenkandidaten ungefährdet wiedergewählt.